# 磯部琇三
磯部 琇三（いそべ しゅうぞう、1942年7月16日 - 2006年12月31日）は、日本の天文学者。専門は、星形成領域の研究。日本における天文学のアウトリーチ活動やスペースガードの活動に指導的立場で活躍した。大阪府大阪市生まれ。

## 生涯
大阪府立清水谷高等学校卒業。東京大学理学部卒業及び同大学大学院を修了。高瀬文志郎に師事した。国立天文台助教授。
1988年に国立天文台に天文情報普及室（現・天文情報センター）が設立されるとその室長に就任。同年、国際天文学連合 (IAU) の第46委員会（天文教育）の日本代表委員に就任、2000年から2003年にかけて同委員会の会長を務めた。IAUの天文教育コロキウムが1988年に開催されるにあたって、1987年8月に「第1回天文教育研究会」を開催、全国の教育関係者の参加を募った。1989年に同研究会が常設の組織「天文教育普及研究会」として設立されると、その会長（世話人代表）に就任、1993年12月末まで務めた。
スペースガードの活動には、日本国内だけでなく世界的にも指導的立場として携わった。1996年に任意団体として日本スペースガード協会を設立すると会長に就任、1999年のNPO法人化以降は理事長に就任し、2006年に他界するまでその任にあった。
東京大学在学中は野球部に在籍。大学野球の審判の資格を持ち、テレビ中継で解説するなど、熱心な野球ファンとして知られた。有言実行を信条としており、「やると言い出したらやりすぎるほどの行動派」と妻から評されていた。そのため、健康状態が芳しくなくドクターストップがかかっているにもかかわらず、皆既日食の観察のために5000m級の山に登ったこともある。
2006年12月31日に肝臓癌により他界。享年64歳。生前無神論者であった本人の希望により葬儀等は執り行なわれず、2007年1月20日の朝日新聞・毎日新聞・読売新聞の朝刊に本人の遺言状として黒枠で囲まれた個人広告が掲示された。挨拶文中には経歴や業績は一切含まれず「妻と娘に、生前の自分との付き合いはどうだったか手紙を送ってくれ」という旨の文章と氏名のみが記載されたものであった。

## 栄誉
- 小惑星 (7187) Isobe : スペースガードへの貢献を評価され、2001年11月に命名された[7]。2001年10月、倉敷市で開催されたスペースガードの国際会議で、サプライズとして命名が発表され、贈呈式が行われた[5]。本人は小惑星に名前を付けることに反対していたが、それを知らぬ人から善意で贈られたものであったため、固辞することなく謝辞を述べて受け取っている[5]。

## 著書

### 単著
- 『なにがオリオン大星雲で起っているか』（講談社 ブルーバックス 1980年）
- 『灼熱の星間空間』（誠文堂新光社 1982年）
- 『彗星と星間物質・星間ダストと彗星』（地人書館 1982年）
- 『星はどうして生まれたか』（ポプラ社 天文シリーズ 1982年）
- 『世界の天文台』（河出書房新社 アストラルライブラリー 1983年）
- 『南天天写真集』（地人書館 1984年）
- 『星の誕生』（共立出版 モダン・スペース・アストロノミー・シリーズ 1985年）
- 『巨大惑星の世界』（旺文社 ジュニア宇宙科学シリーズ 1986年）
- 『すい星の世界』（旺文社 ジュニア宇宙科学シリーズ 1986年）
- 『太陽とエネルギー』（旺文社 ジュニア宇宙科学シリーズ 1986年）
- 『探査機が見た惑星』（旺文社 ジュニア宇宙科学シリーズ 1986年）
- 『星の誕生と進化』（旺文社 ジュニア宇宙科学シリーズ 1986年）
- 『ぼくらの天文・気象・地球 宇宙のはてへの旅』（岩崎書店 1987年）
- 『宇宙のはてを見る』（講談社 ブルーバックス 1988年）
- 『天文学を変えた新技術』（朝倉書店 1988年）
- 『星空へのガイドブック』（丸善 理科年表読本 1988年）
- 『天文学の辞典』（朝倉書店 1989年）
- 『宇宙と星の基礎知識・星はいつ、どのようにして誕生するのでしょう』（講談社 1989年）
- 『はるかな宇宙へのステップ』（けやき出版 1990年）
- 『第二の地球はあるか』（講談社 ブルーバックス 1991年）
- 『太陽の輪の謎に挑む ある天文学者のメキシコ登山日記』（けやき出版 1993年）
- 『遥かなり地球外生命』（同文書院）
- 『星雲星団シリーズ・散光星雲』（地人書館）
- 『散光星雲』
- 『宇宙のフロンティア探検』

### 共著
- 『天文資料集』（東京大学出版会 1989年）

### 訳書
- 『宇宙 - 100億年への挑戦』（ナイゲル・ヘンベスト他著 教育社 1985年）
- 『宇宙・天文大辞典』（Pybil P. Parker他編 丸善 1987年）
- 『アストロノミー』（L.K.Kelsey著 誠文堂新光社 1990年）
- 『星の物理』（ジェームズ・ケイラー著 日経サイエンス社 1993年）
- 『宇宙で起こった3つの大爆発』 (フィリップ・M・ドーバー + リチャード・A・ミュラー著 三田出版会 1997年7月10日)

## 出演
- VIVA!スカイウォッチング（ラジオたんぱ、2代目パーソナリティ、ちなみに初代パーソナリティは久保田早紀、3代目パーソナリティは大野裕明と嶋方淳子）